# ديشغان (مشيز بردسير)
ديشغان (بالفارسية: دیشگان) هي قرية تقع في إيران في البلدة المركزية. يقدر عدد سكانها بـ 87 نسمة بحسب إحصاء 2016.